# Kirchl (Karwendel)
Westliches Kirchl, Mittleres Kirchl und Östliches Kirchl, eventuell auch Kirchle, bilden drei Gratgipfel auf der Nördlichen Karwendelkette an der Grenze zwischen Bayern und Tirol. Sie begrenzen damit das Karwendeltal im Osten vom Isartal im Westen oberhalb von Mittenwald; nördlich unterhalb liegt das Hintere Dammkar, südlich unterhalb das Kirchlkar.
Die Drei Kirchln sind zwar zunächst einfach über die Karwendelbahn zugänglich, die Gipfel selbst jedoch nur als Klettertour erreichbar.